# Elektrozavodskaja (Arbatsko-Pokrovskaja)
Elektrozavodskaja (in russo Электрозаводская?, letteralmente fabbrica elettrica) è una stazione della Metropolitana di Mosca, situata sulla Linea Arbatsko-Pokrovskaja; risulta essere una delle stazioni metropolitane più spettacolari e conosciute della rete. Il suo nome deriva dalla centrale elettrica e la sua peculiarità principale è il soffitto, che è quasi completamente coperto da sei serie di lampade circolari a incandescenza (318 fonti di luce in totale).
In sintonia con il tema elettrico, l'interno dell'atrio di ingresso è decorato con ritratti dei pionieri dell'elettricità e dell'ingegneria elettrica: William Gilbert, Benjamin Franklin, Mikhail Lomonosov, Michael Faraday, Pavel Jabločkov e Alexander Popov.
La banchina è relativamente breve, con soli sei pilastri in marmo bianco per ogni lato. I lati dei pilastri verso le banchine sono decorati con bassorilievi di G.I. Motovilov che raffigurano gli operai delle industrie e dell'agricoltura sovietici. Le parti invece opposte alle banchine raffigurano la falce e martello. Il design, opera di Igor Rozhin e Vladimir Georgiyevich Helfreich, vinse un Premio di Stato dell'Unione Sovietica. La stazione fu inaugurata nel 1944.
Dal 19 maggio 2007 al 28 novembre 2008 la stazione della metropolitana è stata chiusa per lavori di ammodernamento.